# Remo na Universíada de Verão de 1989

## Quadro de medalhas
| Ordem | País                   | Medalha de ouro | Medalha de prata | Medalha de bronze |   |
| ----- | ---------------------- | --------------- | ---------------- | ----------------- | - |
| 1     | ROM Romênia            | 4               |                  |                   | 4 |
| 2     | FRG Alemanha Ocidental | 2               | 2                | 1                 | 5 |
| 3     | CHN China              | 2               | 2                | 1                 | 5 |
| 4     | URS União Soviética    | 2               | 2                |                   | 4 |
| 5     | BUL Bulgária           | 2               |                  |                   | 2 |
| 6     | ITA Itália             | 1               | 1                |                   | 2 |
| 7     | USA Estados Unidos     |                 | 2                | 2                 | 4 |
| 8     | CAN Canadá             |                 | 2                | 1                 | 3 |
| 9     | ESP Espanha            |                 | 2                | 1                 | 1 |
| 10    | GBR Grã-Bretanha       |                 |                  | 2                 | 2 |
| 11    | GDR Alemanha Oriental  |                 |                  | 1                 | 1 |
| 11    | FRA França             |                 |                  | 1                 | 1 |
| 13    | GRE Grécia             |                 |                  | 1                 | 1 |
| 13    | NED Países Baixos      |                 |                  | 1                 | 1 |
| 13    | POL Polônia            |                 |                  | 1                 | 1 |